# 転生貴族の異世界冒険録〜自重を知らない神々の使徒〜
『転生貴族の異世界冒険録〜自重を知らない神々の使徒〜』（てんせいきぞくのいせかいぼうけんろく じちょうをしらないかみがみのしと）は、夜州による日本のライトノベル作品。「小説家になろう」より2016年10月から連載され、書籍版はサーガフォレスト（一二三書房）より2017年6月から刊行されている。イラストは第1巻がよつば、第2巻以降は藻が担当。第5回ネット小説大賞受賞作品。2024年10月時点で電子版を含めたシリーズ累計部数は350万部を突破している。
メディアミックスとして、niniによる本編のコミカライズが『MAGCOMI』（マッグガーデン）にて、2018年3月より連載開始。2020年6月に『月刊コミックガーデン』（同社）に移籍して、連載されている。佐々木あかねによるスピンオフのコミカライズ『転生貴族の異世界冒険録 〜カインのやりすぎギルド日記〜』が『コミックポルカ』（一二三書房）にて、2020年6月7日より連載され、途中でタイトル内容はそのままに香本セトラに交代し連載されている。さらにテレビアニメ化され2023年4月から6月まで放送された。

## あらすじ
通り魔から女性2人を庇って刺殺されてしまった椎名和也は、剣と魔法の異世界にて貴族の三男カイン・フォン・シルフォードとして転生した。
5歳の誕生日に慣例により教会で洗礼を受けると、そこで神々と直接対面し、加護を授かった。ところが確認したステータスは全ての神からレベル10（通常は5まで）の加護を授かっているうえ、そのほかの数値も規格外な、とんでもなく強力なものとなっていた。
とんでもない高ステータスを隠しつつ、それでもやりすぎな程の功績を残しながら、異世界で暮らしていく。

## 登場人物
声の項はテレビアニメ版の担当声優。
カイン・フォン・シルフォード
声 - 南條愛乃
本作の主人公。通り魔の手によって命を落とした椎名和也が、ライトノベルの世界に転生した姿。貴族シルフォード辺境伯家の三男。転生前は両親は交通事故で死亡し、天涯孤独の身であった。なお、後に両親も転生していたことが判明する。
洗礼でとんでもない高ステータスを授かってしまい、隠蔽に四苦八苦する。
ボロボロの屋敷を能力ですぐに綺麗にしたり、高ランクの冒険者でも手こずる魔物を苦も無く倒すなど規格外のステータスを持っているが、それを制御しきれていないうえにうっかり者なため、隠蔽を忘れて思い付きやその場の勢いでとんでもない行動を行い、叱られることが多い。
自分が原因でなくても怒られたり、転生の原因である通り魔の対処が実は無駄だったりと運は非常に悪い。
ハク
声 - 湯浅かえで
ユウヤの世界での修行中カインが契約したフェンリル。怪我していたところを発見し、当初は精神が摩耗しておりトドメをさしかけたが、思いとどまって回復魔法で治療したことでカインに懐く。
ギン
声 - 大野柚布子
ユウヤの世界でカインが契約したドラゴン。元々はドランと契約していたが、ユウヤの修行を終え帰還する際にドランの「外の世界を見させてほしい」との要望でカインと契約する。
シルク・フォン・サンタナ
声 - 内田彩
サンタナ公爵の次女。オークの大群に襲われていたところをカインに助けられて好意を抱き、カインと婚約する。テレスティアとは友人。
テレスティア・テラ・エスフォート
声 - 石見舞菜香
第三王女。オークの大群に襲われていたところをカインに助けられて好意を抱き、カインと婚約する。
レイネ・フォン・シルフォード
声 - 花井美春
カインの姉。カインによく絡んでおり、カインは彼女のご機嫌取りに苦労している。
カインが女たらしの言動を行うのは主に彼女が原因。カインがシルクとテレスの婚約者となったことで、機嫌が悪くなる。
コラン
声 - 柳晃平
執事。カインが男爵になり、シルビア共々カイン専属の執事となる。
シルビア
声 - 依田菜津
シルフォードの侍女。出世に恵まれておりメイド長になり、カインが男爵を叙爵し、屋敷を与えられた際にカイン専属の侍女となる。
ティファーナ・フォン・リーベルト
声 - 徳井青空
エスフォート王国の名誉子爵、近衛騎士団長。エルフだが魔法よりも剣技が得意。
とにかく強い相手と戦いたい戦闘狂であり、高ステータスのカインに目をつけ、試合を挑むも敗北。自分より強いカインに惚れ込んで婚約する。それ以降カインを旦那様と呼び、「デート」と称して頻繁にカインと試合をしようとする。
「デート」発言で周囲に誤解を与えるなどトラブルメーカーでもある。
ミリィ
声 - 大西沙織
カインの剣術の家庭教師。最初は貴族のカインに恐縮していたが、分け隔てのない言動を許してもらったことから対等な口調で過ごすようになる。実はクロードの妹。
ニーナ
声 - 山村響
カインの魔術の家庭教師。男爵の地位を持つカインに対して玉の輿を狙っており、「愛人」を自称している。
ガルム・フォン・シルフォード・グラシア
声 - 鳥海浩輔
カインとレイネの父、グラシア領領主にて辺境伯。幼い頃からぶっ飛んだスキルを持つカインに驚きを隠せずにいた。家族では唯一、神よりカインが力を与えられた人間ということを知っている。
娘の対応などより国王から「お前の倅はすけこましか？」と詰問され、自重するようカインには厳しく忠告する。
サラ・フォン・シルフォード
声 - 豊崎愛生
カインとレイネの母、ガルムの第二夫人。
マリア・フォン・シルフォード
ガルムの第一夫人でジン、アレクの母。二人が王都の学校に通っているため、王都の別邸に滞在。
ジン・フォン・シルフォード
シルフォード家の長男。王都の学校に通っているため、王都の別邸に滞在。
アレク・フォン・シルフォード
シルフォード家の次男。王都の学校に通っているため、王都の別邸に滞在。カインが子爵に陞爵されたあとにドリントルの代官になるために男爵に叙爵された。
エリック・フォン・サンタナ・マルビーク
声 - 新垣樽助
エスフォート王国公爵。シルクの父。公爵でありながら、冗談ながら国王をからかう発言をすることもある。カインが神から与えられし力を持つ人間であることを知る数少ないうちの一人。シルクの婚約者ということもあり、カインには嘘か本気かわからない発言をするためカインから恐れられている。
レックス・テラ・エスフォート
声 - 宇垣秀成
第十五代エスフォート王国国王。
愛娘がカインにぞっこんのため、カインを警戒し自重するよう厳しく申し伝える。その一方でカインが神から与えられた力の持ち主であることを理解し、関係者以外には絶対に口外しないようかん口令を出す。またうかつにスキルを多用しないよう、カインに命令する。
マグナ・フォン・テラハート
声 - 楠見尚己 
エスフォート王国侯爵宰相。国王から尋ねられ、カインを男爵にして国に置くべきという提案を最初にした。
コルジーノ・フォン・デマメス
声 - 落合福嗣
エスフォート王国侯爵。権力を笠に好き放題する、悪い意味で典型的な貴族。男爵を叙爵されたカインを快く思っていない。
男爵叙爵時に貰った屋敷のお披露目会でも横暴な態度を取るが、その場にいた国王に叱責され退散した。
ダイム・フォン・ガザード
声 - 安田陸矢
エスフォート王国騎士爵、近衛騎士副団長。
タマニス
声 - 羽多野渉
サラカーン商会会頭。パルマの伯父。
サビノス
声 - 間島淳司
サラカーン商会グラシア領支店長。
パルマ
声 - 大野柚布子
カインの知り合いの獣人の少女。ハビットに虐められていたところをカインたちに助けられる。
レティア
声 - 桑原由気
王都ギルド本部受付。
エディン
声 - 松風雅也
王都ギルド本部ギルドマスター。ティファーナの兄。
セドリック
声 - 伊藤健太郎
王都ギルド本部チーフ（サブマスター）。
ルディ
声 - 諏訪彩花
冒険者ギルドグラシア支部の受付嬢。
クロード
声 - 小林千晃
妻のリナと共にパーティー「氷炎」として活動するＡランクの炎の剣使い。好き勝手に行動した結果リナにお仕置きされることが多い。試験場では試験管の一人を務めた。
実はミリィの兄。
リナ
声 - 内田真礼
夫のクロードと共にパーティー「氷炎」として活動するＡランクの氷魔法使い。好き勝手に行動するクロードのブレーキ役。
ユウヤ
声 - 逢坂良太
初代国王であり創造神。かつてメリネ、メグミ、セイヤと共にアーロンと戦い、三人を含む多くの犠牲と引き換えにアーロンを封印した。
ゼノムからの依頼で図書室から自分の世界にカインを連れ込み、修行をさせる。
エルカ・フォン・ポートライ
声 - 日笠陽子
クラス担任。
ハビット
声 - 小島幸子
コルジーノ侯爵の嫡男。シルクに粉をかけようとするが、同席していたカインの地位が貴族の息子ではなく男爵そのものと知ると即座に退散した。その後パルマにもいじめを行おうとするが、カイン、シルク、テレスティアに見つかり退散する。
ボウガン
声 - 高橋伸也
冒険科担当。名前とは裏腹に前衛で剣士を務めている。
ドラン
声 - 浜田賢二
ユウヤの友人。ユウヤの頼みでカインに実戦形式での修行相手となった。
ルリ
声 - 中原麻衣
ドランの妻。カインの修行中、食事を提供した。
メリネ
声 - 中惠光城
ユウヤのパーティーメンバー。アーロンとの戦闘中に死亡した。
メグミ（恵）
声 - 矢作紗友里
和也の母。交通事故で死亡したことになっているが、実際は異世界に召喚され、ユウヤのパーティーメンバーとなる。アーロンとの戦闘中に死亡した。
セイヤ
声 - 秋吉徹
和也の父。交通事故で死亡したことになっているが、実際は異世界に召喚され、ユウヤのパーティーメンバーとなる。アーロンとの戦闘中に死亡した。
クロス
声 - 柳田淳一
Cランク冒険者。自分がCランクであることを鼻にかけており、Dランクであったミリィやシーナに「酌をしろ」と絡む。拒んで立ち去ろうとするミリィたちに対し、格下が生意気な態度を取ったと激怒する。さらに止めに入った幼いカインに対して激昂、貴族の子どもであるにもかかわらずソードで切りかかるが、カインの前に為す術なく敗れる。
原作ではカインに倒された後、事情を組んだギルドマスターにより囚われの身となる。結局、ミリィたちどころかカインにも謝罪しないままフェードアウトした。その後、カインが男爵となりランクがAとなって再登場。またもミリィとシーナに絡もうとするが、カインに腕を掴まれ睨まれると一瞬で顔を青ざめ、慌てて逃げて行った。
グラッド
声 - 田丸篤志
宮廷魔術師。
セト
声 - 前野智昭
魔王。カインが召喚魔法に大量に魔力を込めた結果呼び出された。
カインのステータスを確認した結果自分よりもはるかに上と認識し、土下座しながら契約した。
ダルメシア
声 - 中田譲治
元四天王。現在は引退し、単なるセトの配下となっている。
大量の蟲を使役し、探査を得意とする。
「氾濫」の予兆を起こした森の調査のため、カインに頼まれたセトにより呼び出される。
四天王A
声 -古川慎
四天王B
声 -中島ヨシキ
四天王Ｃ
声 -植田佳奈
四天王D
声 - 楠大典

レファーネ
声 - 小松未可子
セトの妻。カインも認めるほどの美女だが、怒らせると怖い。魔王セトにとって弱点でもある。
テレスティアとシルクにはカッコいい女性だと思われており、それもあって意気投合。『二人を悲しませたら承知しない』とカインにくぎを刺す。
エナク
声 - 白砂沙帆
街の宿の女の子。

### 神
ゼノム
声 - 西村知道
創造神。長い白ひげを蓄えた老人。悪戯好きでカインにわざと情報を与えないことがある。
ライム
声 - 中村桜
生命神。カインが転生した原因について語った。
サーノス
声 - 兼政郁人
武神。筋骨隆々の男性。魔法ばかり興味を持つカインに、体を鍛えるようアドバイスした。
ベラ
声 - 倉持若菜
大地神。
レノ
声 - 杉山里穂
魔法神。
グリム
声 - 八幡諒
技能神。青銅の帽子を被った老人。加護を与える際、「前世の知識を使っても構わない」と娯楽を生み出すことをアドバイスした。
パナム
声 - 富士渕将行
商業神。ふくよかな体型の男性。カインに自分の加護の他、鑑定とアイテムボックスを授ける。
アーロン
声 - 井上麻里奈
邪神。元々は遊戯神だったが、自分の娯楽のためにデスゲームを開催し命を弄んでいたため、ユウヤに封印される。近年封印が弱まっており復活が近づいている。
後に一部のみ、ブラックドラゴンに憑依する形で復活し、「氾濫」を起こしてエスフォート王国を襲撃。しかしカインによって倒された。

## 既刊一覧

### 小説
- 夜州（著）・よつば（第1巻[2]）/藻（第2巻以降[3]）（イラスト） 『転生貴族の異世界冒険録 〜自重を知らない神々の使徒〜』 一二三書房〈サーガフォレスト〉、既刊6巻（2019年12月15日現在）
  1. 2017年6月15日発売[2]、ISBN 978-4-89199-434-1
  2. 2017年11月15日発売[3]、ISBN 978-4-89199-465-5
  3. 2018年5月15日発売[16]、ISBN 978-4-89199-501-0
  4. 2018年11月15日発売[17]、ISBN 978-4-89199-526-3
  5. 2019年5月15日発売[18]、ISBN 978-4-89199-562-1
  6. 2019年12月15日発売[19]、ISBN 978-4-89199-608-6

### 漫画
- 夜州（原作）・nini（漫画）・藻（キャラクター原案） 『転生貴族の異世界冒険録 〜自重を知らない神々の使徒〜』 マッグガーデン〈マッグガーデンコミックスBeat'sシリーズ〉、既刊13巻（2025年3月14日現在）
  1. 2018年11月30日初版発行（11月15日発売[7][20]）、ISBN 978-4-8000-0805-3
  2. 2019年6月15日初版発行（5月31日発売[21]）、ISBN 978-4-8000-0860-2
  3. 2019年12月28日初版発行（12月13日発売[22]）、ISBN 978-4-8000-0924-1
  4. 2020年5月29日初版発行（5月14日発売[23]）、ISBN 978-4-8000-0971-5
  5. 2020年11月28日初版発行（11月13日発売[24]）、ISBN 978-4-8000-1033-9
  6. 2021年5月29日初版発行（5月14日発売[25]）、ISBN 978-4-8000-1091-9
  7. 2021年12月29日初版発行（12月14日発売[26]）、ISBN 978-4-8000-1157-2
  8. 2022年5月28日初版発行（5月13日発売[27]）、ISBN 978-4-8000-1214-2
  9. 2022年12月29日初版発行（12月14日発売[28]）、ISBN 978-4-8000-1279-1
  10. 2023年5月12日発売[29]、ISBN 978-4-8000-1333-0
  11. 2024年1月13日発売[30]、ISBN 978-4-8000-1416-0
  12. 2024年8月9日発売[31]、ISBN 978-4-8000-1483-2
  13. 2025年3月14日発売[32]、ISBN 978-4-8000-1561-7
- 夜州（原作）・佐々木あかね（漫画（1から3巻まで））・香本セトラ（漫画（4巻から））・藻（キャラクター原案）『転生貴族の異世界冒険録 〜カインのやりすぎギルド日記〜』一二三書房〈ポルカコミックス〉、既刊8巻（2025年2月15日現在）
  1. 2020年11月13日発売[33]、ISBN 978-4-89199-673-4
  2. 2021年7月15日発売[34]、ISBN 978-4-89199-721-2
  3. 2022年8月10日発売[35]、ISBN 978-4-89199-840-0
  4. 2023年6月15日発売[36]、ISBN 978-4-89199-982-7
  5. 2024年2月15日発売[37]、ISBN 978-4-82420-115-7
  6. 2024年6月14日発売[38]、ISBN 978-4-82420-195-9
  7. 2024年10月15日発売[39]、ISBN 978-4-82420-313-7
  8. 2025年2月15日発売[40]、ISBN 978-4-82420-374-8
- 夜州（原作）『転生貴族の異世界冒険録 アンソロジーコミック』一二三書房〈ポルカコミックス〉、既刊3巻（2023年4月14日現在）
  1. 2022年8月10日発売[41]、ISBN 978-4-89199-853-0
  2. 2023年1月14日発売[42]、ISBN 978-4-89199-923-0
  3. 2023年4月14日発売[43]、ISBN 978-4-89199-955-1

## テレビアニメ
2022年8月にテレビアニメ化が発表され、2023年4月から6月までTOKYO MXほかにて放送された。

### スタッフ
- 原作 - 夜州[10]
- キャラクター原案 - 藻、nini[10][45]
- 監督 - 中村憲由[10][45]
- シリーズ構成 - 高橋ナツコ[10][45]
- チーフディレクター - 慰斗谷充孝
- キャラクターデザイン - 徳川恵梨[10][45]
- モンスターデザイン - 桝井一平
- 美術設定 - 大平司
- 美術監督 - 芦野由紀子
- 色彩設計 - 猪股菜美
- 撮影監督 - 西村徹也
- 編集 - 新見元希
- CGディレクター - 王辰
- 音響監督 - 納谷僚介[10][45]
- 音楽 - 未知瑠[10][45]
- 音楽制作 - 日本コロムビア
- プロデューサー - 米山伸明、遠藤汐、佐藤友紀、江坂侑子、本多光、山岡勇輝、龍崎元、東真央
- チーフプロデューサー - 山崎篤、梅本享、飯島江美子、川村仁、松田大洋、谷口博康、大和田智之
- アニメーションプロデューサー - はとりあゆむ
- アニメーション制作 - EMTスクエアード、マジックバス[10][45]
- 製作 - 自重を知らない製作委員会（一二三書房、YTE、冬寂、クランチロール、ハピネットファントム・スタジオ、ドコモ・アニメストア、日本コロムビア、BS11、スタジオマウス、EMTスクエアード）[10][45]

### 主題歌
「Preview」
内田彩によるオープニングテーマ。作詞・作曲・編曲は鶴﨑輝一。
「七色の絵の具で」
ナナランドによるエンディングテーマ。作詞は古谷完、作曲・編曲は藤永龍太郎。
「Endless roll」
内田彩による挿入歌。作詞は東乃カノ、作曲・編曲は小野貴光。

### 各話リスト
| 話数   | サブタイトル           | 脚本              | 絵コンテ          | 演出                         | 作画監督 | 総作画監督                 | 初放送日      |
| ------ | ---------------------- | ----------------- | ----------------- | ---------------------------- | --- | -------------------------- | ------------- |
| 第1話  | 転生しちゃいました     | 藤本冴香          | 中村憲由          | 中村憲由                     | 野上慎也 桝井一平 杜林桂 蕭宇庭 那須野文 Park Yeong-hi Park Song-hwa Song Hyun-ju Kim Ran-yeong Back Yen-ju                                                                  | 徳川恵梨 永井泰平          | 2023年 4月3日 |
| 第2話  | 家庭教師は冒険者       | 成田順            | 中村憲由          | 慰斗谷充孝                   | 野上慎也 鈴木伸一 杜林桂 那須野文 Han Eun mi Kim Jong beom Park Song hwa Park Yeong hi Jo Won ha                                                                             | 徳川恵梨 永井泰平          | 4月10日       |
| 第3話  | いざ王都へ             | リンリン          | 中村憲由          | 奥野浩行 中村憲由            | 山本径子 桝井一平 蕭宇庭 杜林桂 那須野文 go yu il jung hyun soo yeon ji hye kim bong duck                                                                                    | 徳川恵梨 永井泰平          | 4月17日       |
| 第4話  | 王都お披露目会         | リンリン          | 清島裕子          | 三家本泰美                   | 北島勇樹 桜井木ノ実 江原小百合 | 徳川恵梨 永井泰平 那須野文 | 4月24日       |
| 第5話  | やりすぎ屋敷へようこそ | 高橋ナツコ 成田順 | 清水恵蔵          | 佐藤貴史                     | ラッココツコツアニメーション 桝井一平 山本径子 | 徳川恵梨 永井泰平          | 5月1日        |
| 第6話  | 最強騎士団長との決闘   | 大久保昌弘        | 熨斗谷充孝        | 熨斗谷充孝                   | 山本径子 野上慎也 桝井一平 蕭宇庭 杜林桂 斎藤真珠 那須野文 Park Song-hwa Kim Ran-yeong Song Hyeon-ju Han Eun-mi Park Eun-ah Back Yeon-ju Choi Eun-yeong Kim Jong-bum Big Owl | 徳川恵梨 永井泰平          | 5月8日        |
| 第7話  | 新人冒険者カイン       | 成田順            | 胡桃野圭樹        | 所俊克                       | 桜井木ノ実 南伸一郎 飯飼一幸 魏旭龍 陈亮 蕭宇庭 | 徳川恵梨 永井泰平 那須野文 | 5月15日       |
| 第8話  | 王立学園               | リンリン          | 宮崎なぎさ        | 鬼頭和矢                     | 北島勇樹 桜井木ノ実 江原小百合 長濵睦輝 | 徳川恵梨 永井泰平 那須野文 | 5月22日       |
| 第9話  | 修行                   | 藤本冴香          | 中村憲由          | 中村憲由                     | 桝井一平 鈴木伸一 野上慎也 HANIL ANIMATION | 徳川恵梨 永井泰平 那須野文 | 5月29日       |
| 第10話 | Aランク冒険者の試練    | 大久保昌弘        | 今中菜々          | 今中菜々 中村憲由 熨斗谷充孝 | 桝井一平 鈴木伸一 野上慎也 山本径子 清水恵蔵 蕭宇庭 杜林桂 清田華穂 斎藤真珠 榎本彩芽                                                                                        | 徳川恵梨 永井泰平 那須野文 | 6月5日        |
| 第11話 | 氾濫の予兆             | 大久保昌弘        | 中村憲由 清水恵蔵 | 熨斗谷充孝                   | 山本径子 野上慎也 桝井一平 桜井木ノ実 杜伟峰 陈亮 魏旭龍 蕭宇庭 杜林桂 清田華穂 斎藤真珠 榎本彩芽                                                                            | 徳川恵梨 永井泰平 那須野文 | 6月12日       |
| 第12話 | そして領主になる       | 高橋ナツコ        | 中村憲由          | 中村憲由                     | 桝井一平 山本径子 野上慎也 清水恵蔵 鈴木伸一 安斉佳恵 西山華怜 飯飼一幸 蕭宇庭 杜林桂 清田華穂 斎藤真珠 榎本彩芽                                                             | 徳川恵梨 永井泰平 那須野文 | 6月19日       |

### 放送局
| 放送期間               | 放送時間                     | 放送局   | 対象地域 | 備考                                 |
| ---------------------- | ---------------------------- | -------- | -------- | ------------------------------------ |
| 2023年4月3日 - 6月19日 | 月曜 0:00 - 0:30（日曜深夜） | TOKYO MX | 東京都   |                                      |
|                        |                              | BS11     | 日本全域 | 製作参加 / BS放送 / 『ANIME+』枠     |
| 2023年4月6日 - 6月22日 | 木曜 21:30 - 22:00           | AT-X     | 日本全域 | CS放送 / 字幕放送 / リピート放送あり |

| 配信開始日    | 配信時間        | 配信サイト |
| ------------- | --------------- | --- |
| 2023年4月2日  | 日曜 21:00 更新 | dアニメストア DMM TV |
| 2023年4月9日  |                 | Amazonプライム・ビデオ J:COMオンデマンドメガパック milplus見放題パックプライム TELASA auスマートパスプレミアム ABEMA U-NEXT アニメ放題 Hulu バンダイチャンネル ひかりTV FOD ニコニコ HAPPY!動画 |
| 2023年4月12日 | 水曜 21:00 更新 | Lemino |

### BD
| 巻  | 発売日       | 収録話         | 規格品番  |
| --- | ------------ | -------------- | --------- |
| BOX | 2023年8月2日 | 第1話 - 第12話 | BIXA-9084 |